# 乌德盖人
乌德盖人（乌德盖语: Удиэ）是生活在黑龍江支流的烏蘇里江東岸、東至日本海沿岸的民族，今俄羅斯滨海边疆区和哈巴罗夫斯克边疆区。自稱“烏德蓋”，意為“林中人”，在清朝文獻中乌德盖人被稱為“恰喀拉”（满语: ᡴᡳᠶᠠᡴᠠᡵᠠ (kiyakara)，意為“蜂巢的隔壁”）。朝鮮人稱乌德盖人為“嫌真兀狄哈”（혐진올적합）。部分俄國學者主張乌德盖人與俄國境內的奧羅奇人屬於同一個群體。

## 歷史
乌德盖人長期以漁獵为生。古稱烏惹或兀惹，窩集，意為“林中人”。
金代称之为“兀的改”或“烏底改”（屬胡里改路管轄）。元代称之为“斡拙”，兀者野人，明代称“野人女真与兀良哈”，兀狄哈，清代则称“窩集”（森林人）。乌德盖人在森林中活動捕殺毛皮動物，因此又叫捕貂鼠人。
元朝時期，在今琿春縣高力村设“奚关总管府”，在锡霍特山脉东南沿海地区的细林河流域设“失邻千户所”，在押兰河（雅兰河, 即金代耶赖地）流域设“牙兰千户所”，在锡霍特山脉东侧的兀勒河流域设“鲸海千户所”，在乌苏里江流域设“阿速古儿千户所”。元代用这些机构管辖乌苏里江以东广大地区的兀者。1343年二月，辽阳吾者野人起义反元。1346年四月，辽阳因捕海东青烦扰，吾者野人及水达达起义。
明朝末年，建州女真首領努爾哈赤起兵叛明自立後，征討“窩集人”，征撫其居民。
清朝時期，對其統治主要是依靠任命當地士族和鄉長為官員以負責當地行政事務，且規定每兩年向朝廷進行一次貢貂，同時可以得到朝廷回賜的兩份財帛，稱之為“赏烏林”。這種“貢貂”与“赏烏林”的制度，一直坚持到沙俄霸占烏蘇裏江流域后的第七年（即1867年），才由于“俄官阻攔 ”而停止。此後留在中國境內的恰喀拉人則融入了滿族，如已故黑龍江省满語研究所所長穆瞱駿即為恰喀拉人的穆爾察氏之後。

## 文化
乌德盖人梳两根辫子，且辫根只编两三下即用红头绳扎上。为了不让编发前移，还用一根特备的发带将两根辫子连固。发带上缀有饰珠和其它饰物。因此在髮式這一點上，烏德蓋人與黑龍江流域其他滿-通古斯語族的族群有非常明顯的不同。因此部分俄國學者認為，烏德蓋人和奧羅奇人與黑龍江流域其他滿語支族群並不完全同源，而只是被同化的族群。

## 語言
乌德盖语和奥罗奇语同属滿-通古斯語系的北通古斯語族的過渡語支，乌德盖人目前一般通用俄语，仍然說烏德蓋語的只占一小部分。

## 宗教
主要信仰薩滿教。也有万物有灵与动物信仰（老虎）。

## 註腳
1. ↑  B·阿爾謝耶夫.林中人——烏德蓋. 符拉迪沃斯托克:1926.
2. ↑  五體清文鑑 卷三十二·蟲三
3. ↑  《清代恰喀拉族源流考》 杨茂盛 《社會科學週刊》 1990年第四期
4. ↑  《明太祖實錄》洪武十八年八月甲申条载
5. ↑  《明太祖實錄》洪武十五年二月壬戌条载
6. ↑  《清太祖實錄》乙卯年（1615年）十一月癸酉条载：“上遣兵二千，征东海握集部东额黑库伦……一至其城，陈斩八百，俘获万人，收抚其居民, 编户口五百。”
7. ↑  邵丽坤.论满族说部传承人文化特质[J].通化师范学院学报.2018,39(7)：43-48.
8. ↑  《通古斯满语民族乌德盖人的民族起源问题》 姚凤，林树山 1998

## 外部連結
- http://www.tooyoo.l.u-tokyo.ac.jp/Russia/bibl/Udege.html （页面存档备份，存于）